# Michigani Egyetem
A Michigani Egyetem (angolul University of Michigan)  egy állami fenntartású kutatóegyetem és állami fenntartású oktatási intézmény az USA-ban. Gabriel Richard alapította 1817. augusztus 26-án.

## Tagság
Az egyetem az alábbi szervezeteknek a tagja:
- ORCID
- Digitális Könyvtárak Szövetsége
- World Wide Web Consortium
- Consortium of Social Science Associations
- Shibboleth Konzorcium
- Orbital Reef University Advisory Council
- arXiv
- DataCite
- Association of American Universities
- Amerikai Oktatási Tanács
- Open Education Network
- Higher Education Leadership Initiative for Open Scholarship
- Információhálózati Koalíció
- Association of Public and Land-grant Universities
- Kutatókönyvtárak Központja
- Open Education Global
- Scholarly Publishing and Academic Resources Coalition
- National Digital Stewardship Alliance
- Michigan Digital Preservation Network
- Council on Governmental Relations

## Leányszervezetek
Az egyetem alá az alábbi szervezetek tartoznak:
- Biomedical Engineering Department, University of Michigan
- Bone and Joint Injury Prevention and Rehabilitation Center, University of Michigan
- Institute for Research on Women and Gender, University of Michigan
- Frankel Center for Judaic Studies, University of Michigan
- National Center for Institutional Diversity, University of Michigan
- Michigan Sea Grant
- University of Michigan Medical School
- University of Michigan Herbarium
- Michigan Space Grant Consortium
- University of Michigan School of Information
- University of Michigan Law School
- University of Michigan College of Engineering
- University of Michigan School of Dentistry
- University of Michigan School for Environment and Sustainability
- University of Michigan School of Social Work
- University of Michigan School of Music, Theatre & Dance
- University of Michigan School of Public Health
- University of Michigan College of Literature, Science, and the Arts
- University of Michigan College of Pharmacy
- University of Michigan Institute for Social Research
- Horace H. Rackham School of Graduate Studies

## Ingatlanok és szervezetek
Az egyetem alá az alábbi ingatlanoknak és szervezeteknek a tulajdonosa:
- Michigan Stadium
- Crisler Center
- Angell Hall
- Bursley Hall
- Ferry Field
- Matthaei Botanical Gardens
- Nichols Arboretum
- Ray Fisher Stadium
- The Michigan Daily
- WCBN-FM
- WJJX
- WUOM
- WVGR
- Yost Ice Arena
- Michigan Radio
- Monroe Street Journal
- Waterman Gymnasium